# Sebastião Barros
Sebastião Barros este un oraș în Piauí (PI), Brazilia.